# خانه سبزواری‌ها ۲
خانه سبزواریها ۲  مربوط به اواخر دوره قاجار است و در مشهد، خیابان آزادی، چهارراه شهدا، کوچه غلامعلی رازفر واقع شده و این اثر در تاریخ ۱۷ مرداد ۱۳۸۳ با شمارهٔ ثبت ۱۱۰۱۲ به‌عنوان یکی از آثار ملی ایران به ثبت رسیده است.